# Psychoda concinna
Psychoda concinna és una espècie d'insecte dípter pertanyent a la família dels psicòdids.

## Descripció
- La femella fa 0,89-0,97 mm de llargària a les antenes (0,85-1,24 en el cas del mascle), mentre que les ales li mesuren 1,42-1,75 de longitud (1,20-1,75 en el mascle) i 0,52-0,65 d'amplada (0,47-0,67 en el mascle).[2]

## Distribució geogràfica
Es troba a Indonèsia: Papua Occidental.